# Ethelurgus nevadensis
Ethelurgus nevadensis är en stekelart som beskrevs av Henry Keith Townes, Jr. 1983. Ethelurgus nevadensis ingår i släktet Ethelurgus och familjen brokparasitsteklar. Inga underarter finns listade i Catalogue of Life.